# トゲナナフシ
トゲナナフシ Neohirasea japonica はナナフシ目の昆虫の1つ。やや太めの体に多数の棘状突起をつけている。

## 特徴
ナナフシ類としては太めの体格をしている。背面に多数の小さな瘤状の突起をもつ。体長は55 - 68mm。頭部と前胸背はほとんど長さが等しく、頭頂には不規則なしわがある。前胸部の縁には1対の突起がある。中胸背は前胸背の3倍以上の長さである。中胸部の背面の正中線に沿って前、中、後部にそれぞれ1対の棘状突起があり、また縁の中央部に1対の長い棘状突起を持つ。後胸背は中胸背の長さの約半分強の長さがある。腹部は頭部と胸部を合わせた長さと同程度。全体に光沢のない汚褐色をしているが、黄褐色から緑褐色までの変異があり、これは生育環境と関係していると思われる。
卵は円形に近いが長径が2.2mm、短径は1.8mmで表面は黒くて光沢がない。笠状の蓋を持ち、中央やや下には臍があり、また表面は黒色の細粒が一面にある。なお、卵に関してこれが植物の種子に擬態しているとも言われる。

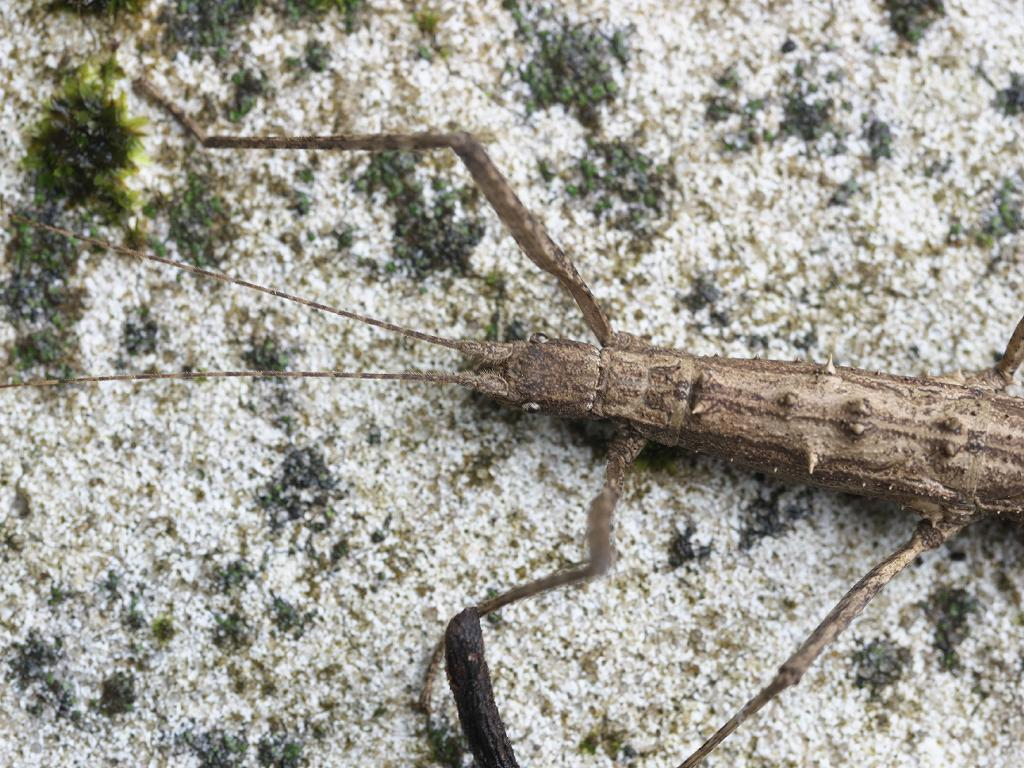
頭部付近の拡大像
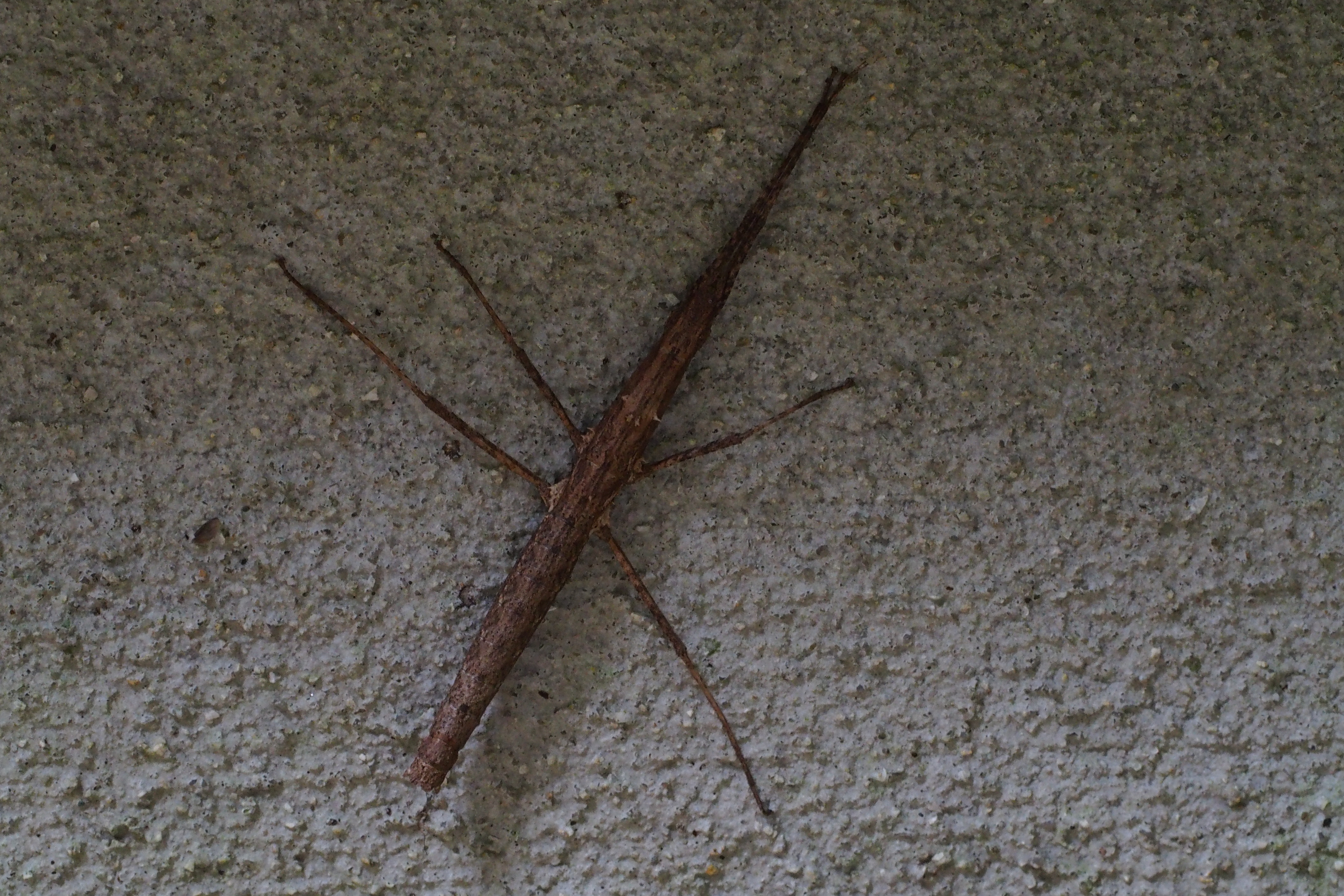
壁に張り付いている様子 触角と前脚を揃えて伸ばしている。
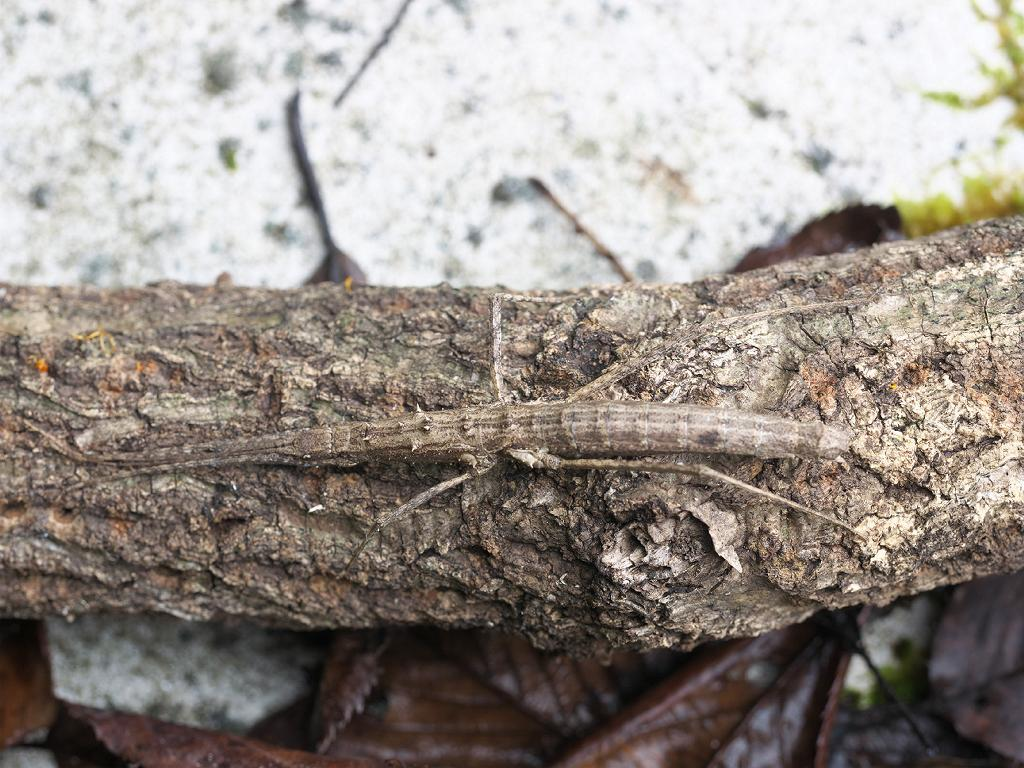
倒木の表面に張り付いた状態

## 分布
日本国内では本州、四国、九州から知られ、本州では示されている県名から本州中部より西に分布域があるようである。築地(2011)では更に奄美大島が追加されている。
国外では台湾と大陸側では広東省、江西省、浙江省、湖南省から知られている。なお、学名の種小名が示すようにタイプ産地は日本である。

## 生態など
成虫は晩秋に山道の周囲などで見られる。ただし永幡(2017)ではやはり秋に見ることが多いとしながらも出現時期としては6月から11月としており、成虫の期間はもう少し長いようである。
本種は八丈島で大量発生した事例があり、その際に以下のようなことが報告されている。一般に夜行性で、昼間は道路脇のくぼみや石垣の隙間、食草植物の根元などに潜んでおり、日没後に出て来て食草を探す。食草となる植物は広範囲にわたり、この観察では21科30種にもなり、その範囲は双子葉植物と単子葉植物に跨がっている。観葉植物のヤシ類やドラセナなどもそこに含まれる。野生のものではガクアジサイが特に好まれ、この植物に見られる食痕からこの種の生育範囲がわかるほどである。産卵は地表で行われ、成虫が昼間に隠れている環境によく見られることから昼間に潜んでいる間か夜間に食草を探している間に無造作に生んでいることが想像される。飼育下では1日に1個か2個ずつ産卵した。成虫の出現は7月下旬で、8月に産卵が始まり、10月下旬まで産卵が続く。越冬は卵の形で行い、孵化は2月下旬以降、そこから7月下旬まで幼生が見られることから年1化生であると思われる。
本種はほとんど雌のみであることが知られており、日本国内でも雄が確認されたのは3例のみである。このため、単為生殖するものと考えられている。八丈島での大発生での調査でも雌個体のみが得られており、その卵巣内に未成熟卵から成熟卵までが見いだされていることからもこのことが推定される。

## 分類・類似種など
本種の含まれる属には他にいくつかの種があるが、日本に産するのは本種のみである。ナナフシ類であることは見ればわかるし、他のナナフシ類とは一見で異なるので区別は容易である。南西諸島にはやはり太めの体格で褐色のコブナナフシ Datames mouhoti がいるが、この種も体表に棘状の突起はない。
なお、かつてはトゲナナフシモドキ N. lugens が別種として扱われていたが、現在ではこれは本種のシノニムとして扱われている。

## 利害
一般的には野外に生育する目立たない昆虫である。
ただし前述のように八丈島で大発生した事例があり、このときにはビニールハウス内の園芸植物にも大きな被害が出て害虫扱いされ、被害面積は140haにも達して農薬による防御も行われた。